# مايك براون (لاعب كرة قاعدة أمريكي)
مايك براون (بالإنجليزية: Mike Brown)‏ هو لاعب كرة قاعدة أمريكي، ولد في 29 ديسمبر 1959 في سان فرانسيسكو في الولايات المتحدة.

## وصلات خارجية
- مايك براون (لاعب كرة قاعدة أمريكي) على موقع الدوري الياباني لكرة القاعدة (الإنجليزية)
- مايك براون (لاعب كرة قاعدة أمريكي) على موقعبيزبول رفرنس.كوم (الدوري الرئيسي) (الإنجليزية)
- مايك براون (لاعب كرة قاعدة أمريكي) على موقعبيزبول رفرنس.كوم (الدوري الثانوي) (الإنجليزية)
- مايك براون (لاعب كرة قاعدة أمريكي) على موقع مشجعي الرسوم البيانية (الإنجليزية)